# جوی گیلیام (خواننده)
جوی الین گیلیام (زادهٔ ۲۵ ژانویه ۱۹۷۱)، که اغلب با نام هنری ‌‌جوی شناخته شده است، خواننده، ترانه‌سرا و تهیه‌کنندهٔ موسیقی متولد امریکاست که با انجمن دانجن فمیلی مستقر در آتلانتا، جورجیا همکاری داشته است و به همین ترتیب اغلب با گروه‌های اوت‌کست و ارگنایزد نویز اجرا می‌کند. 

## زندگینامه
جوی، دختر جو گیلیام مدافع ان‌اف‌ال تیم پیتسبورگ استیلرز و نوهٔ جو گیلیام پدر، مربی فوتبال تنسی ایالت تایگرز است.